# Ehingen am Ries
Ehingen am Ries (ufficialmente Ehingen a.Ries) è un comune tedesco di 798 abitanti, situato nel land della Baviera.